# Murphysboro
Murphysboro är en stad i den amerikanska delstaten Illinois med en yta av 12 km² och en folkmängd, som uppgår till 13 295 invånare (2000). Murphysboro är administrativ huvudort i Jackson County.

## Kända personer från Murphysboro
- John A. Logan, general och politiker